# 1975年5月25日月食
1975年5月25日月食为一次在协调世界时1975年5月25日出現的月全食。該次月食半影食分為2.447、全影食分為1.430。偏食維持了108分，全食維持45分。

## 概述
這次月食的食分是16.09，偏食維持了108分，全食維持45分。

## 基本參數
- 類型：月全食
- 食甚資料：
  - 日期：1975年5月25日
  - 時間：5:48
  - 月球位置：赤經16.09度、赤緯-20.6度
  - 食分：半影食分：2.447、全影食分：1.430
  - 持續時間：偏食108分、全食45分

## 外部連結
- NASA月食專頁（页面存档备份，存于）（英文）